# コイン形リチウム電池

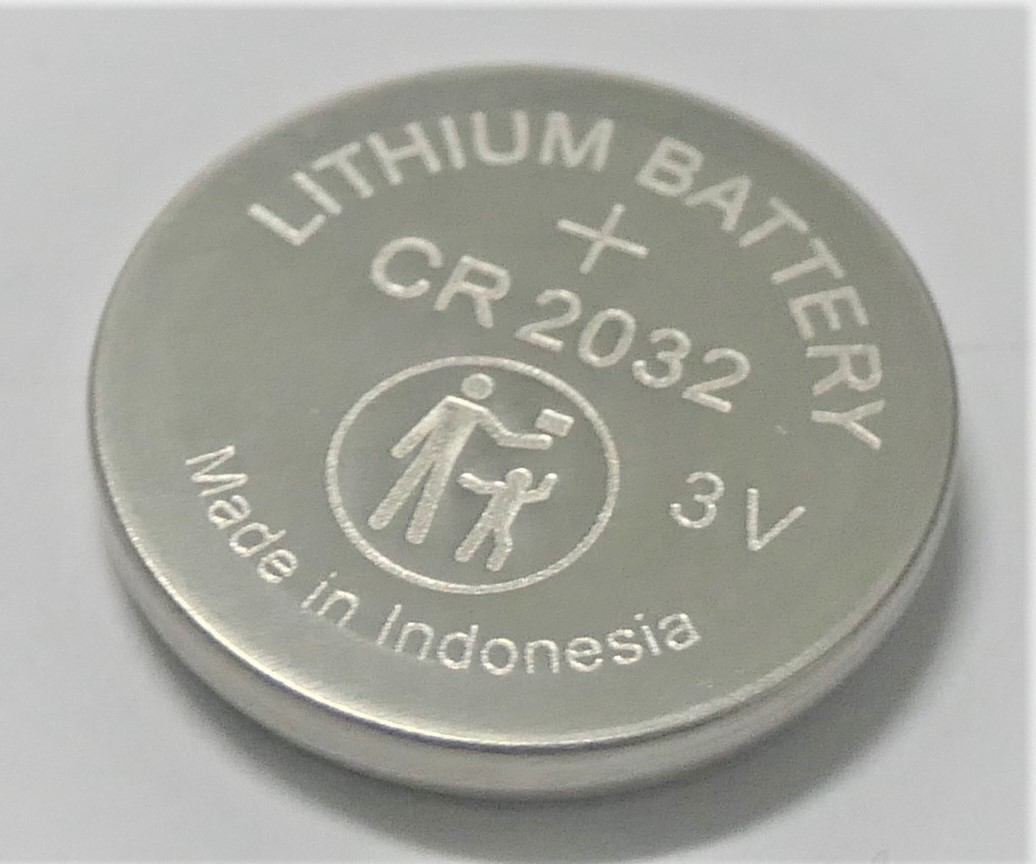
コイン形リチウム電池 CR2032

コイン形リチウム電池（コインがたリチウムでんち）は、リチウム電池、ボタン型電池の一種で「二酸化マンガンリチウム一次電池」の日本における一般的呼称。コイン型の外形をしているため、コイン電池（Coin Cell）とも呼ばれる。
（電池メーカのソニーなどでは、リチウムコイン電池と呼称している。）
コイン形リチウム電池の中ではCR20**タイプの電池がよく使われている。これらは直径が20mmである（1円玉と同じ）。直径が11.6mmのアルカリ電池などと総称してボタン電池と呼ばれる事も多い。
用途は多岐に渡り、時計、電卓、小型電子ゲーム、ICタグ、ICカード、各種メモリーバックアップ、電子体温計、キーレスエントリー（車載用機器）、電子手帳（PDA）、LEDライトなど、様々な小型機器に用いられている。
国際電気標準会議（IEC）によって定義された小型電池共通の英数字コードの最初の文字「C」は、以下の電気化学的系統を表す。
正極（陽極）：二酸化マンガン

電解質：有機

負極（陰極）：リチウム

公称電圧：3

終止電圧：2.0

一方、最初の文字が「B」の場合もあり、正極がフッ化黒鉛である点が異なる。
円形を示す「R」の後に、3～4桁の数字でサイズを表す。最初の1～2桁は直径（mm単位）、最後の2桁は高さ（0.1mm単位）を表す。
（例）
- CR2032：直径20.0mm 高さ3.2mm
- BR3032：直径30.0mm 高さ3.2mm

## コイン形リチウム電池 対応表
| 一般名称 | 通称名 | IEC/JIS名称      | ANSI/ NEDA名称   | 容量 (mAh)    | 公称電圧 (V) | 極性配置             | 寸法               | コメント |
| -------- | ------ | ---------------- | ---------------- | ------------- | ------------ | -------------------- | ------------------ | --- |
| CR927    |        |                  |                  | 30 (Lithium)  | 3            | + top/sides - bottom | D 9.5 mm H 2.7 mm  | LEDを使用した小型の玩具（en:Blinky）などで使用されている。入手性は良くない。 |
| CR1025   |        | CR1025 (Lithium) |                  |               | 3            | + top/sides - bottom | D 10 mm H 2.5 mm   | |
| CR1216   |        | CR1216 (Lithium) |                  |               | 3            | + top/sides - bottom | D 12.5 mm H 1.6 mm | |
| CR1220   |        | CR1220 (Lithium) |                  | (40)          | 3            | + top/sides - bottom | D 12.5 mm H 2.0 mm | 標準放電電流: 0.1mA |
| CR1225   |        | CR1225 (Lithium) |                  | 50            | 3            | + top/sides - bottom | D 12.5 mm H 2.5 mm | 標準放電電流: (0.2mA ?) 最大放電電流: 1mA 最大パルス放電電流: 5mA |
| CR1616   |        | CR1616 (Lithium) |                  | 60            | 3            | + top/sides - bottom | D 16 mm H 1.6 mm   | 標準放電電流: 0.1mA SRAMやRTC等のバッテリーバックアップに使われる事がある。例えば一部のゲームボーイやゲームボーイアドバンス用ゲームカートリッジに使用されている。                                                               |
| CR1620   |        | CR1620 (Lithium) |                  | (78)          | 3            | + top/sides - bottom | D 16 mm H 2.0 mm   | 標準放電電流: 0.1mA |
| CR1632   |        | CR1632 (Lithium) |                  |               | 3            | + top/sides - bottom | D 16 mm H 3.2 mm   | |
| CR2012   |        | CR2012 (Lithium) |                  |               | 3            | + top/sides - bottom | D 20 mm H 1.2 mm   | |
| CR2016   |        | CR2016 (Lithium) | 5000LC (Lithium) | 90 (Lithium)  | 3            | + top/sides - bottom | D 20 mm H 1.6 mm   | 標準放電電流: 0.1mA 3V以上を必要とする機器では、2個直列（二枚重ね）で利用される事がある。当然のことながら、厚さが同じになるからといってCR2032指定機器にCR2016の二枚重ねを使用すると、6Vの高電圧がかかって機器の故障につながる。 |
| CR2025   |        | CR2025 (Lithium) | ? (Lithium)      | 160 (Lithium) | 3            | + top/sides - bottom | D 20 mm H 2.5 mm   | 標準放電電流: 0.2mA より長く持続するCR2032で代用できる場合があるが、そもそも厚さが違うので、CR2032を無理に挿入して機器を破損しないよう注意。                                                                                    |
| CR2032   |        | CR2032 (Lithium) | 5004LC (Lithium) | 225 (Lithium) | 3            | + top/sides - bottom | D 20 mm H 3.2 mm   | 標準放電電流: 0.2mA 最大放電電流: 3mA 最大パルス放電電流: 15mA PC のマザーボードでRTCの電源として使われている。 |
| CR2354   |        | CR2354 (Lithium) |                  | 560 (Lithium) | 3            | + top/sides - bottom | D 23 mm H 5.4 mm   | 標準放電電流: 0.2mA 炊飯器の内蔵時計の電源などで使われる。 |
| CR2412   |        | CR2412 (Lithium) |                  |               | 3            | + top/sides - bottom | D 24.5 mm H 1.2 mm | |
| CR2430   |        | CR2430 (Lithium) |                  |               | 3            | + top/sides - bottom | D 24.5 mm H 3.0 mm | |
| CR2450   |        | CR2450 (Lithium) | 5029LC (Lithium) | 610 (Lithium) | 3            | + top/sides - bottom | D 24.5 mm H 5.0 mm | 高電流（30mA）、長寿命（最高10年）を必要とする携帯機器向け。 |
| CR3032   |        | CR3032 (Lithium) |                  | 500 (Lithium) | 3            | + top/sides - bottom | D 30.0 mm H 3.2 mm | 標準放電電流: 0.2mA |

## メーカ ー
- FDK（富士通）
- 東芝ライフスタイル
- マクセル
- 富士フイルム（エナジャイザー）
- パナソニック エナジー社
- 東北村田製作所
- デュラセル（アメリカ）
- エナジャイザー（アメリカ）
- ゴールドピーク（シンガポール）
- レイオバック（アメリカ）
- レナータ（スイス)
- ファルタ（ドイツ）
- 三菱電機ホーム機器
- アイリスオーヤマ
- オーム電機

## 安全性について

### 想定されるリスクについて
コイン形リチウム一次電池やボタン形アルカリ電池などの小形電池は、小さな子供が興味を持ちやすく口に入れて飲み込んでしまうこともあり、誤った取り扱いをすると人体に重大な損傷を与える可能性がある
。
飲み込まれた電池は、粘液や唾液などの体液と反応して回路を形成し、人体の組織を溶かしてしまうのに十分な強さのアルカリ成分を発生させ、食道に潰瘍が発生し、最悪の場合に死に至る。

### JIS規格の規定内容と図記号について

Keep-out-of-reach-of-children

JIS規格では，電池の取扱いの安全性に関する注意事項及びそれを表示することが規定されている。例えば「JIS C8513（リチウム一次電池の安全性）」では、「7.2 電池取扱いの安全性に関する注意事項」として、「電池は、乳幼児の手の届かないところに置く。」と記載されており、乳幼児が飲み込む可能性がある小さな電池は乳幼児の手の届かないところに置くこと、電池を飲み込んだ場合には直ちに医師に連絡し、指示を受けることが、記載されている。さらに、大人が監視していないところで、子供に電池の交換をさせないことも記載されている。この安全図記号は“電池は，乳幼児の手の届かないところに置く”という注意喚起を保護者に行うことを目的としている。直径20mm以上のコイン形リチウム一次電池は、電池本体への安全図記号の表示が要求事項となっている。

## 非リサイクル
リサイクル対象となっているボタン型電池と形状が非常に似ているが、現在、コイン形リチウム電池はリサイクルの対象ではない。見分け方は、形式記号による。コイン形リチウム電池はCRまたはBRであり、ボタン型電池はSR、PR、LRである。ボタン型電池の項目も参照。